# Душилница
Душилница е река в Северозападна България, област Монтана – общини Медковец, Якимово и Вълчедръм, ляв приток на река Цибрица. Дължината ѝ е 35 км.
Река Душилница започва като суходолие на около 3,5 км северозападно от село Медковец. Тече на изток, а след язовир „Сврача бара“ завива на север. След село Расово отново се обръща на изток, преминава последователно през язовирите „Яза“ и „Вълков връх“ и при село Златия се влива отляво в река Цибрица на 43 м н.в.
Реката е маловодна, със снежно-дъждовно подхранване. Използва се за напояване.
По течението на реката са разположени четири села:
- Община Медковец – село Расово;
- Община Якимово – село Комощица;
- Община Вълчедръм – селата Мокреш и Ботево.[1]

## Топографска карта
- Лист от карта K-34-11. Мащаб: 1 : 100 000.
- Лист от карта K-34-23. Мащаб: 1 : 100 000.